# 浅田町 (浜松市)
浅田町（あさだちょう）は静岡県浜松市中央区の町名。丁番を持たない単独町名である。住居表示未実施。

## 地理
浜松市の中南部、江西地区の北東部に位置する。東で龍禅寺町、西で海老塚町・海老塚一丁目・上浅田二丁目・南浅田一丁目、南で瓜内町、北で寺島町と接する。

### 河川
- 馬込川
- 新川

### 学区
小学校・中学校の学区は以下の通りである。
- 浜松市立浅間小学校
- 浜松市立江西中学校

## 歴史

### 沿革
- 1889年（明治22年）4月1日 - 町村制の施行により、敷知郡浅田村が周辺の村と合併し、敷知郡浅場村となる。旧村名は浅場村の大字として残る[WEB 8]。
- 1896年（明治29年）4月1日 - 郡制の施行により、浅場村の所属郡が浜名郡に変更となる。
- 1908年（明治41年）10月1日 – 浅場村の一部（大字浅田など）が浜松町に編入される[WEB 8]。
- 1911年（明治44年）7月1日 – 浜松町が市制施行し、浜松市となる。
- 1925年（大正14年）5月1日 -  地籍整理により、大字浅田から浅田町へ町名変更する。また、一部を海老塚町へ割譲する。さらに、大字伊場及び大字浅田の各一部を合わせて森田町を新設する[書籍 1]。
- 1971年（昭和46年）6月1日 - 住居表示の実施に伴い、浅田町などの一部を分割して[注釈 1][注釈 2][注釈 3]上浅田・西浅田・南浅田を新設。また、一丁目・二丁目の丁番をつける。
- 1974年（昭和49年）
  - 4月1日 - 浜松市立南図書館が開館する。なお、現在は1992年（平成4年）4月8日に海老塚二丁目に移転している[WEB 9]。
  - 8月1日 - 住居表示の実施に伴い、海老塚町及び浅田町の各一部から海老塚一丁目を新設する。また、上浅田一丁目が浅田町の一部を編入する
- 2007年（平成19年）4月1日 - 浜松市が政令指定都市となる。浅田町は中区の一部となる。
- 2012年（平成24年）3月1日 - 住居表示の実施に伴い、浅田町の一部を南浅田一丁目に編入する。
- 2024年（令和6年）1月1日 - 浜松市の行政区再編により、浅田町は中央区の一部となる。

## 施設
- 浜松市立南保育園
- 厚生労働省静岡労働局浜松公共職業安定所（ハローワーク浜松）浅田庁舎
- 高砂公園

## その他

### 警察
警察の管轄区域は以下の通りである。
| 番・番地等 | 警察署         | 交番・駐在所 |
| ---------- | -------------- | ------------ |
| 全域       | 浜松中央警察署 | 南部交番     |

### 消防
消防の管轄区域は以下の通りである。
| 番・番地等 | 消防署   | 本署/出張所 |
| ---------- | -------- | ----------- |
| 全域       | 南消防署 | 本署        |